# Leidhecken
Leidhecken ist ein Stadtteil von Florstadt im hessischen Wetteraukreis.

## Geografische Lage
Durch das Straßendorf führt die Landesstraße 3188.

## Geschichte

### Ortsgeschichte
Die älteste erhaltene Erwähnung des Ortes stammt aus der Zeit zwischen 1100 und 1160 und findet sich im Codex Eberhardi als Leitheken.

Mitte des 13. Jahrhunderts wurde eine Kirche erbaut. Gegen 1450 kam das Dorf von den Äbten von Fulda in den Besitz der Landgrafen von Hessen. Hier gehörte es zum Amt Bingenheim. Die Ämter-Struktur wurde im Großherzogtum Hessen 1821 aufgelöst. 
 Die bisher von den Ämtern wahrgenommenen Aufgaben wurden Landräten (zuständig für die Verwaltung) und Landgerichten (zuständig für die Rechtsprechung) übertragen. Leidhecken kam so zum Landratsbezirk Nidda und zum Landgericht Nidda. Die gerichtliche Zuständigkeit wechselte 1879 zum Amtsgericht Nidda.
Zum 1. Februar 1972 wurde Leidhecken im Zuge der Gebietsreform in Hessen auf freiwilliger Basis in die Gemeinde Florstadt eingemeindet. Für Leidhecken wurde ein Ortsbezirk errichtet.

### Verwaltungsgeschichte im Überblick
Die folgende Liste zeigt die Staaten und Verwaltungseinheiten, denen Staden angehört(e):
- vor 1423: Heiliges Römisches Reich, Kloster Fulda, Fuldische Mark
- ab 1423: Heiliges Römisches Reich, Nassau-Saarbrücken (durch Kauf), Fuldische Mark
- ab 1570: Heiliges Römisches Reich, Landgrafschaft Hessen-Marburg (durch Kauf),  Fuldische Mark
- ab 1604: Heiliges Römisches Reich, Landgrafschaft Hessen-Darmstadt (Erbfall), Amt Bingenheim
- ab 1806: Großherzogtum Hessen,[Anm. 2] Fürstentum Oberhessen, Amt Bingenheim
- ab 1815: Großherzogtum Hessen, Provinz Oberhessen, Amt Bingenheim
- ab 1822: Großherzogtum Hessen, Provinz Oberhessen, Landratsbezirk Nidda[Anm. 3]
- ab 1848: Großherzogtum Hessen, Regierungsbezirk Nidda
- ab 1852: Großherzogtum Hessen, Provinz Oberhessen, Kreis Nidda
- ab 1867: Norddeutscher Bund,[Anm. 4] Großherzogtum Hessen, Provinz Oberhessen, Kreis Nidda
- ab 1871: Deutsches Reich, Großherzogtum Hessen, Provinz Oberhessen, Kreis Nidda
- ab 1874: Deutsches Reich, Großherzogtum Hessen, Provinz Oberhessen, Kreis Büdingen
- ab 1918: Deutsches Reich (Weimarer Republik), Volksstaat Hessen, Provinz Oberhessen, Kreis Büdingen
- ab 1938: Deutsches Reich, Volksstaat Hessen, Landkreis Büdingen[9][Anm. 5]
- ab 1945: Amerikanische Besatzungszone,[Anm. 6] Groß-Hessen, Regierungsbezirk Darmstadt, Landkreis Büdingen
- ab 1946: Amerikanische Besatzungszone, Land Hessen, Regierungsbezirk Darmstadt, Landkreis Büdingen
- ab 1949: Bundesrepublik Deutschland, Land Hessen, Regierungsbezirk Darmstadt, Landkreis Büdingen
- ab 1972: Bundesrepublik Deutschland, Land Hessen, Regierungsbezirk Darmstadt, Wetteraukreis, Gemeinde Florstadt[Anm. 7]
- ab 2007; Bundesrepublik Deutschland, Land Hessen, Regierungsbezirk Darmstadt, Wetteraukreis, Stadt Florstadt

## Bevölkerung
Einwohnerstruktur 2011
Nach den Erhebungen des Zensus 2011 lebten am Stichtag dem 9. Mai 2011 in Leidhecken 642 Einwohner. Darunter waren 21 (3,3 %) Ausländer. Nach dem Lebensalter waren 102 Einwohner unter 18 Jahren, 267 zwischen 18 und 49, 153 zwischen 50 und 64 und 120 Einwohner waren älter. Die Einwohner lebten in 267 Haushalten. Davon waren 63 Singlehaushalte, 99 Paare ohne Kinder und 78 Paare mit Kindern, sowie 21 Alleinerziehende und 6 Wohngemeinschaften. In 54 Haushalten lebten ausschließlich Senioren und in 186 Haushaltungen lebten keine Senioren.
Einwohnerentwicklung
| Leidhecken: Einwohnerzahlen von 1834 bis 2022 | Leidhecken: Einwohnerzahlen von 1834 bis 2022 | Leidhecken: Einwohnerzahlen von 1834 bis 2022 | Leidhecken: Einwohnerzahlen von 1834 bis 2022 | Leidhecken: Einwohnerzahlen von 1834 bis 2022 |
| --- | --------------------------------------------- | --------------------------------------------- | --------------------------------------------- | --------------------------------------------- |
| Jahr |                                               |                                               |                                               | Einwohner                                     |
| 1834 | 1834                                          |                                               | 419                                           | 419                                           |
| 1840 | 1840                                          |                                               | 428                                           | 428                                           |
| 1846 | 1846                                          |                                               | 446                                           | 446                                           |
| 1852 | 1852                                          |                                               | 444                                           | 444                                           |
| 1858 | 1858                                          |                                               | 418                                           | 418                                           |
| 1864 | 1864                                          |                                               | 416                                           | 416                                           |
| 1871 | 1871                                          |                                               | 412                                           | 412                                           |
| 1875 | 1875                                          |                                               | 401                                           | 401                                           |
| 1885 | 1885                                          |                                               | 367                                           | 367                                           |
| 1895 | 1895                                          |                                               | 376                                           | 376                                           |
| 1905 | 1905                                          |                                               | 373                                           | 373                                           |
| 1910 | 1910                                          |                                               | 389                                           | 389                                           |
| 1925 | 1925                                          |                                               | 387                                           | 387                                           |
| 1939 | 1939                                          |                                               | 378                                           | 378                                           |
| 1946 | 1946                                          |                                               | 529                                           | 529                                           |
| 1950 | 1950                                          |                                               | 550                                           | 550                                           |
| 1956 | 1956                                          |                                               | 469                                           | 469                                           |
| 1961 | 1961                                          |                                               | 481                                           | 481                                           |
| 1967 | 1967                                          |                                               | 494                                           | 494                                           |
| 1970 | 1970                                          |                                               | 498                                           | 498                                           |
| 1980 | 1980                                          |                                               | ?                                             | ?                                             |
| 1990 | 1990                                          |                                               | ?                                             | ?                                             |
| 2000 | 2000                                          |                                               | ?                                             | ?                                             |
| 2011 | 2011                                          |                                               | 642                                           | 642                                           |
| 2015 | 2015                                          |                                               | 640                                           | 640                                           |
| 2022 | 2022                                          |                                               | 672                                           | 672                                           |
| Datenquelle: Historisches Gemeindeverzeichnis für Hessen: Die Bevölkerung der Gemeinden 1834 bis 1967. Wiesbaden: Hessisches Statistisches Landesamt, 1968. Weitere Quellen: LAGIS; Gemeinde Florstadt; Zensus 2011; 2022 |                                               |                                               |                                               |                                               |

Historische Religionszugehörigkeit
| • 1961: | 411 evangelische (= 85,45 %), 69 katholische (= 14,35 %) Einwohner |

## Politik
Für Leidhecken besteht ein Ortsbezirk (Gebiete der ehemaligen Gemeinde Leidhecken) mit Ortsbeirat und Ortsvorsteher nach der Hessischen Gemeindeordnung.
Der Ortsbeirat besteht aus fünf Mitgliedern. Bei den Kommunalwahlen in Hessen 2021 betrug die Wahlbeteiligung 50,80 %. Dabei wurden gewählt: vier Mitglieder der SPD und ein Mitglied der CDU. Der Ortsbeirat wählte Holger Zeuner (SPD) zum Ortsvorsteher.

## Kulturdenkmäler
Siehe: Liste der Kulturdenkmäler in Leidhecken